# Le Point de non-retour (nouvelle)
Pour les articles homonymes, voir Le Point de non-retour.
Le Point de non-retour (The Edge) est une nouvelle policière d'Agatha Christie.
Initialement publiée en février 1927 dans la revue Pearson's Magazine au Royaume-Uni, cette nouvelle a été reprise en recueil en 1997 dans While the Light Lasts and Other Stories au Royaume-Uni. Elle a été publiée pour la première fois en France dans le recueil Tant que brillera le jour en 1999.

## Éditions
Avant la publication dans un recueil, la nouvelle avait fait l'objet de publications dans des revues :
- en février 1927, au Royaume-Uni, dans le no 374 (vol. 63) de la revue Pearson's Magazine[1] ;
- en septembre 2010, aux États-Unis, dans le no 9 (vol. 55) de la revue Alfred Hitchcock's Mystery Magazine[2].

La nouvelle a ensuite fait partie de nombreux recueils :
- en 1997, au Royaume-Uni, dans While the Light Lasts and Other Stories[1] (avec 8 autres nouvelles) ;
- en 1997, aux États-Unis, dans The Harlequin Tea Set and Other Stories[1] (avec 8 autres nouvelles) ;
- en 1999, en France, dans Tant que brillera le jour (adaptation du recueil britannique de 1997).